# Ian Stevenson
Pour les articles homonymes, voir Stevenson.
Ian Stevenson (né le 31 octobre 1918 à Montréal au Canada et mort le 8 février 2007 à Charlottesville aux États-Unis), est un professeur et un psychiatre, notamment connu pour ses travaux sur la réincarnation.
De 1967 à sa mort, il fut le directeur de la Division sur les Études de la Personnalité (DOPS) et professeur du Département de Psychiatrie à l'université de Virginie. Il est plus connu pour avoir collecté et méticuleusement recherché des cas d'enfants affirmant se rappeler leurs vies antérieures. Jim B. Tucker (en) est un continuateur de ses recherches.

## Recherches sur la réincarnation
Stevenson a passé plusieurs décennies à collecter et analyser des milliers de cas suggérant la réincarnation plus que ne la prouvant formellement selon ses propres termes.
Les cas étudiés sont des enfants en bas âge encore susceptibles d'avoir le souvenir de leur vie passée : « un enfant entre 2 et 4 ans commence à parler à sa famille d’une vie qu’il a menée ailleurs. L’enfant est profondément attiré par les événements de sa vie passée et il insiste beaucoup pour qu’on le laisse retourner dans la famille où il prétend avoir vécu. S’il donne suffisamment de précisions sur sa vie antérieure, les parents se livrent à une enquête sur l’exactitude des propos de l’enfant. Si les vérifications aboutissent, les deux familles se rencontrent et demandent à l’enfant s’il reconnaît les lieux, les objets et les personnes de sa supposée vie antérieure. »
Dans un entretien en 1979, il décrit ainsi sa méthode d'investigation : « Nos enquêtes attachent beaucoup d’importance aux conditions dans lesquelles se sont effectuées les retrouvailles du sujet avec les lieux et les individus de sa précédente incarnation. Souvent, l’enfant donne à l’avance le nom de ses principaux parents « antérieurs », décrit le village et la maison dans laquelle il aurait vécu, etc. Le premier test est parfois de lui demander d’indiquer le chemin de l’endroit où il veut retourner. Dans de nombreux cas, l’enfant s’avère capable de tracer l’itinéraire qui mène à son lieu d’existence antérieure, même lorsqu’on essaye de l’induire en erreur. La deuxième phase de vérification survient lors du contact entre les deux familles, celle de la personne décédée et celle du sujet qui prétend en être la réincarnation. On assiste alors à des phénomènes de reconnaissance : l’enfant peut désigner, au sein d’un groupe de personnes inconnues, son « ex-femme », sa mère et son père, ses frères, sœurs et enfants, amis et voisins, bref les personnes les plus significatives de son milieu précédent. La même capacité peut s’étendre à des lieux et des objets : le sujet fait allusion à des modifications d’architecture ou de décor, mentionne ou réclame des meubles, des jouets, ou des vêtements qui lui auraient appartenu dans son autre vie. »
Stevenson a étudié 210 cas d'enfants qui prétendent se rappeler leur vie antérieure et qui ont un défaut de naissance (marque sur la peau, membre atrophié) qu'ils disent correspondre à une blessure (généralement mortelle) de leur vie précédente. Les recherches effectuées par Stevenson confirment que la correspondance entre les personnes décédées et les marques de naissance des enfants est exacte (43 cas sur 49 dans lesquels un rapport médical post-mortem a été obtenu).

## Critiques de ses travaux
Si Stevenson trouve des défenseurs, voire des admirateurs, qui le considèrent souvent comme un génie incompris, ses travaux sont largement rejetés par la communauté scientifique parce qu'il se base sur des témoignages et qu'il a pu être trompé par des familles, l'influence des traducteurs et leurs croyances , sur le parti pris des membres de son équipe, sa propension au biais de confirmation (Stevenson n'a pas publié les résultats contradictoires à son hypothèse), voire sa crédulité. Ainsi, le New York Times rapporte à l'occasion de son décès : « Dédaigné par la plupart des scientifiques universitaires, M. Stevenson était pour ses partisans un génie incompris, repoussant avec courage les limites de la science. Pour ses détracteurs, il était sincère, opiniâtre mais finalement malavisé, égaré par la crédulité, les vœux pieux et une tendance à voir la science là où d'autres voient de la superstition ».
Ses recherches sur quelques cas de xénoglossie ont été critiquées par des linguistes car manquant de preuves suffisamment solides : les sujets étudiés (en état d'hypnose) n'ont qu'un faible vocabulaire (une centaine de mots) et ne font pas de phrases complexes en guise de réponse aux questions qu'on leur pose, se limitant à quelques mots,. Par contre, selon le chercheur J. Gordon Melton, les recherches de Stevenson sur la xénoglossie apportent des preuves substantielles en faveur de la réincarnation et selon lui, personne jusqu'ici (en 2007) n'a produit une réfutation convaincante de son travail.
La revue médicale internationale Journal of the American Medical Association a écrit à propos de sa publication Ten Cases in India en 1975 : « Au sujet de la réincarnation, il [Stevenson] a rassemblé soigneusement et sans parti pris une série de cas détaillés [...] dans lesquels la preuve est difficile à expliquer sur tout autre terrain. »
Selon le religieux bouddhiste Ajahn Brahm, ses travaux prouveraient scientifiquement la réincarnation.  Dominique Lormier, historien bouddhiste, dans son livre Les vies antérieures, évoque la minutie des enquêtes menées par Ian Stevenson et son équipe, « digne d’un travail de juge d’instruction » et considère que ses recherches ont été faites avec une approche scientifique.

## Autocritique
Selon un essai écrit par Jim B. Tucker et publié en 2008 dans Journal of Scientific Exploration, Stevenson a un jour dit qu'il mourrait en vain parce qu'il n'avait pas atteint son objectif premier, qui était d'amener la science à envisager sérieusement la réincarnation comme une possibilité. En effet, l'un de ses objectifs était de faire de la réincarnation un concept qu'il serait possible de considérer sur la base de preuves (evidence) plutôt que sur la seule base de la croyance.

D'après les mots de l'auteur, 
Ian a terminé son dernier article publié avec des mots qui, bien que ne faisant pas spécifiquement référence à ses 40 ans de recherche sur les souvenirs d'enfants sur les vies antérieures, auraient bien pu s'appliquer à ceux-là : « Que personne ne pense que je connais la réponse. Je cherche encore ».

## Publications
- Twenty Cases Suggestive of Reincarnation. 1966. (2d rev. ed. 1980)
- Xenoglossy: A Review and Report of A Case. University of Virginia Press. 1974.
- Cases of the Reincarnation Type. Vol. I. Ten Cases in India. 1975.
- Cases of the Reincarnation Type. Vol. II: Ten Cases in Sri Lanka. 1978.
- Cases of the Reincarnation Type. Vol.III: Twelve Cases in Lebanon and Turkey.1980
- Cases of the Reincarnation Type. Vol.IV: Twelve Cases in Thailand and Burma. 1983.
- Unlearned Language: New Studies in Xenoglossy. 1984.
- Reincarnation and Biology: A Contribution to the Etiology of Birthmarks and Birth Defects. (2 Vols). 1997
- Where Reincarnation and Biology Intersect. 1997. (A short and non-technical version of the scientific two-volumes work for the general reader)
- Children Who Remember Previous Lives. A Quest of Reincarnation. 2001. (A general non-technical introduction into reincarnation-research)
- European Cases of the Reincarnation Type. 2003.

- 20 cas suggérant la réincarnation, Éditeur : Sand - Tchou, 1985
- Les enfants qui se souviennent de leurs vies antérieures, Éd. Sand, paru le 20/09/1993
- Réincarnation et biologie, Éd. DERVY, avril 2002,  (ISBN 2-84454-135-6)

### Articles liés
- Réincarnation
- Expérience de mort imminente
- Au-delà
- Études sur la réincarnation